# DWK 360 C
Die Typenreihe DWK 360 C sind dreiachsige Diesellokomotiven mit mechanischer Kraftübertragung und Stangenantrieb, die für den mittleren Rangierdienst in der Leistungsklasse ähnlich der Wehrmachtslokomotive WR 360 C 14 der Deutschen Reichsbahn konzipiert wurden. Sie wurden ab 1940 von den Deutschen Werke in Kiel gebaut und waren die Nachfolgeserie der DWK D350.
Die Lokomotiven waren bis in die 1980er Jahre in Betrieb. Vier Lokomotiven sind an verschiedenen Standorten erhalten.

## Entwicklung
Nach den Erfahrungen mit der DWK D350 wurde deren Konstruktion geändert, um die Laufeigenschaften zu verbessern. Die deutsche Wehrmacht forderte eine Lokomotive mit Endführerstand, um mit Führerstand an Führerstand gekuppelten Lokomotiven schwere Eisenbahngeschütze zu transportieren. Zwischen 1940 und 1944 wurden 19 Lokomotiven gebaut.
Geliefert wurden:
- zwölf Lokomotiven an das Reichsluftfahrtministerium
- sechs Lokomotiven an die Kriegsmarine
- eine Lokomotive an das Landesverkehrsamt Brandenburg zur Bedienung auf der Oderbruchbahn.[2]

Sie werden auch als Wehrmachtslokomotive WR 360 C 15 bezeichnet.

## Technik
Gegenüber der Protyplokomotive DWK D350 hatten die Serienlokomotiven einen Endführerstand und eigene Motoren und Getriebe. Sie haben gegenüber der WR 360 C 14 bessere Sichtverhältnisse über den kleineren Vorbau.
Die Maschinenanlage bestand aus einem Sechszylinder-Viertakt-Dieselmotor DWK 6M 30 von DWK, der ursprünglich mit Druckluft angelassen werden konnte. Der Motor gab seine Kraft über eine Lamellenkupplung an ein mechanisches Viergang-Getriebe ab, das ebenfalls mit Druckluft gesteuert wurde. Das Getriebe besaß ein Nachschaltgetriebe für die Endgeschwindigkeiten von 30 km/h und 60 km/h. Über die innerhalb der Achsgruppe liegende Blindwelle wurden über Treib- und Kuppelstangen die Achsen angetrieben. Durch diese Anordnung wurde die räumliche Trennung von Motor und Getriebe vermieden sowie der Achsstand vergrößert und die Blindwelle innerhalb der Achsengruppe angeordnet werden. Diese Maßnahmen führten zu besseren Laufeigenschaften gegenüber der Prototyplokomotive.

## Einsatz

### DR V 36 050–053
Fünf Lokomotiven befanden sich nach dem Ende des Zweiten Weltkrieges im Gebiet der Deutschen Reichsbahn. Eine Lokomotive kam über den Umweg von Österreich in das AW Dessau und wurde dort Ersatzteilspender, die anderen wurden 1957 als V 36 050–053 bei der Deutschen Reichsbahn eingereiht. Sie versahen ihren Dienst bei verschiedenen Stellen bis zum Ende der 1960er Jahre. Die letzte Lokomotive war die V 36 053, sie wurde 1969 ausgemustert.

### DB V 36 301, 311–315 und 317–318
Auf dem Gebiet der Deutschen Bundesbahn waren acht Lokomotiven verblieben, darunter die Fabriknummer 691/1941, die am 14. Juli 1941 an das Ölübergabelager Flemhude an der Anschlussbahn Tanklager Groß-Nordsee geliefert wurde.
Diese wurden als V 36 301, 311–315 und 317–318 eingereiht waren. Die Lokomotiven übernahmen verschiedene Aufgaben. Die V 36 301 war vor dem Schienenschleifzug im Raum Hannover eingesetzt.
Diese Lokomotiven zählten als Splittergattung, schieden Mitte der 1950er Jahre aus und wurden an Privatbahnen abgegeben.

### WLE VL 0606 und 0607
Die V 36 315 und 317 übernahm die Maxhütte in Sulzbach-Rosenberg. 1959 wurden diese Lokomotiven an die Westfälische Landeseisenbahn weitergegeben und als VL 0606 und 0607 bezeichnet. Bei der Hauptuntersuchung wurde eine Schwachstelle der Lokomotiven, durch die häufige Lagerschäden auftraten, durch eine elastische Motorbefestigung beseitigt. Ihr Einsatzgebiet war von den Bahnhöfen Warstein und Soest aus der Rangier- und der Güterzugdienst. Die auftretenden Ersatzteilschwierigkeiten erschwerten die Ausbesserungen der Loks, weshalb 1967 die VL 0607 als erste Lok ausgemustert wurde. 1970 und 1971 wurden beide Lokomotiven in Lippstadt verschrottet.

### Mindener Kreisbahnen
Zwischen 1954 und 1960 erhielten die Mindener Kreisbahnen die weiteren sechs DB-Lokomotiven. Teilweise erhielten sie neue Motoren und wurden für den Einmannbetrieb hergerichtet. Der vor dem Führerhaus gelegene Auspufftopf wurde unter die Maschinenhaube verlegt und ein Auspuffrohr seitlich herausgezogen. Dadurch konnten drei Stirnfenster in das Führerhaus eingebaut werden.
Mit diesen Lokomotiven konnten die Mindener Kreisbahnen teilweise ihren Betrieb von Dampf- auf Dieselbetrieb umstellen. Sie bewältigten den Personenzugdienst ebenso wie den Güterzugdienst. Besonders schwere Züge wie die Erzzüge auf der Strecke nach Kleinenbremen wurden mit Vorspanntriebfahrzeug gefahren. Der Dienst endete in Minden durch Streckenstilllegungen und Aufgabe des Personenverkehrs.

## Erhaltene Lokomotiven
Vier Lokomotiven der Reihe sind erhalten geblieben;
- die ehemalige V36 311 befindet sich heute im Lokpark Braunschweig,[9]
- die ehemalige V36 314 steht im Oldtimer Museum Rügen,[10]
- eine in Österreich verbliebene Lokomotive wurde 1982 abgestellt und ist seit 1985 in Privatbesitz in Traun,[11]
- die ehemalige V 36 316 befindet sich im Eisenbahnmuseum Dieringhausen.[12]